# Jean-Martin Fortier
Pour les articles homonymes, voir Fortier.
Jean-Martin Fortier, né le 30 novembre 1977, est un agriculteur, enseignant, entrepreneur et écrivain québécois, qui s'inscrit dans le mouvement de l'agriculture biologique et durable dont la spécificité est d'avoir développé un modèle de ferme maraîchère économiquement viable à échelle humaine, ou micro-ferme, sur une petite surface. Il est le fondateur, avec son épouse, Maude-Hélène Desroches, des Jardins de la Grelinette, une ferme maraîchère certifiée biologique à Saint-Armand au Québec. La ferme est devenue internationalement connue pour avoir atteint la rentabilité et la productivité grâce à des systèmes de culture biologiquement intensifs. Les méthodes de production à faible technologie et à haut rendement employées dans la micro-ferme des Fortier constituent la base du livre de Jean-Martin, Le Jardinier-Maraîcher, un manuel à succès pour producteur d'agriculture biologique à petite échelle.
Un film éducatif intitulé La boîte à outils du maraîcher, dans lequel Jean-Martin Fortier décrit les outils et techniques utilisés sur sa ferme, est sorti en 2016. Il a également participé à la série Les fermiers, où il s'est fait davantage connaître.

## Biographie

### Formation
Après avoir commencé des études d’administration, Jean-Martin Fortier se réoriente pour suivre un cursus d’environnement à l’université McGill, d’où il sort avec un baccalauréat en études environnementales. Au cours de ses études, il rencontre sa femme et partenaire agricole, Hélène Desroches. Après avoir obtenu leur diplôme en 2001, ils vont travailler dans des fermes biologiques aux États-Unis et au Mexique. Ils cultivent ensuite 0,2 acre de terre louée avant de s'installer en 2004 sur leur propre ferme à Saint-Armand au Québec.

### Premier projet de jardin-maraîcher

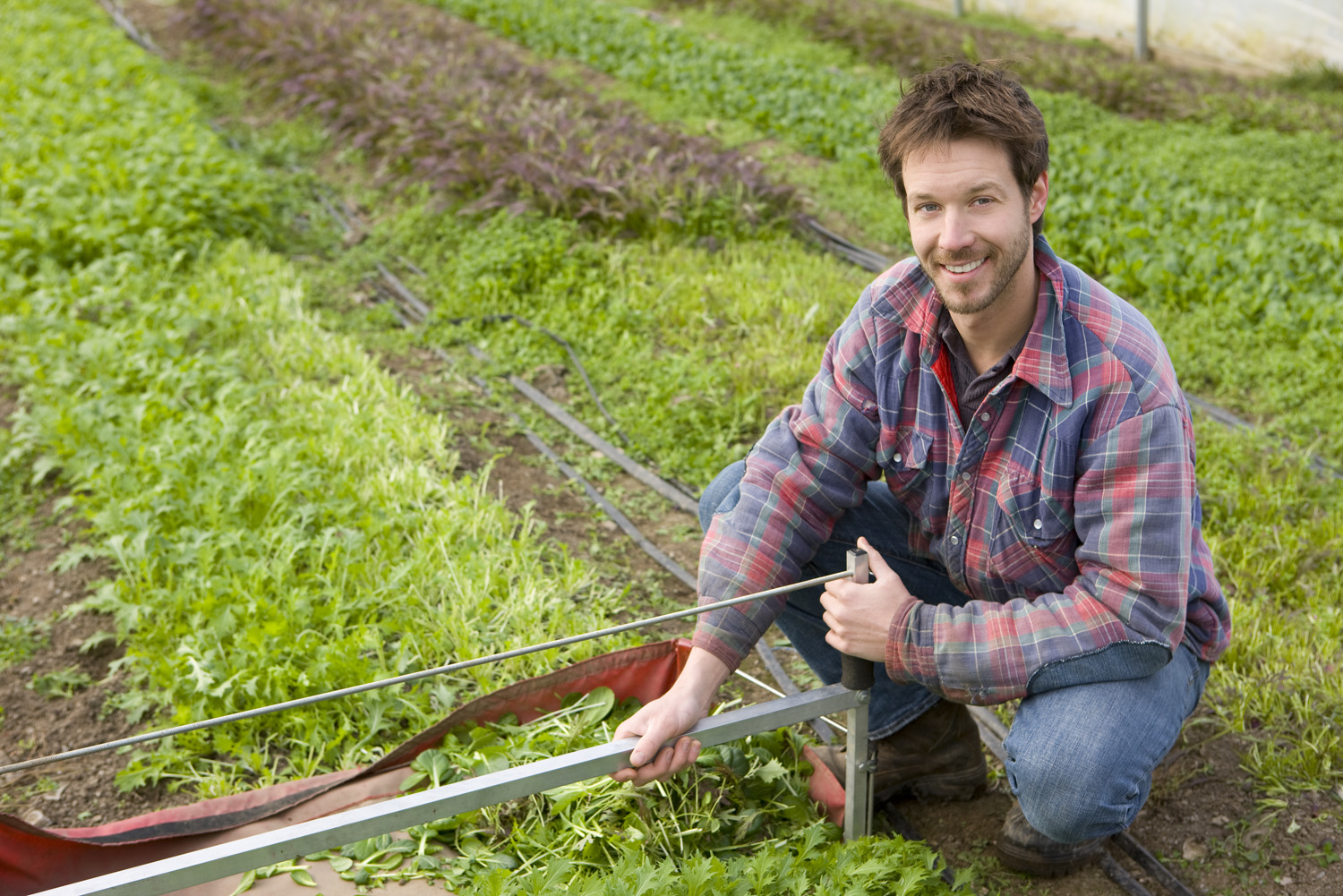
Jean-Martin Fortier aux jardins de la Grelinette, en 2008

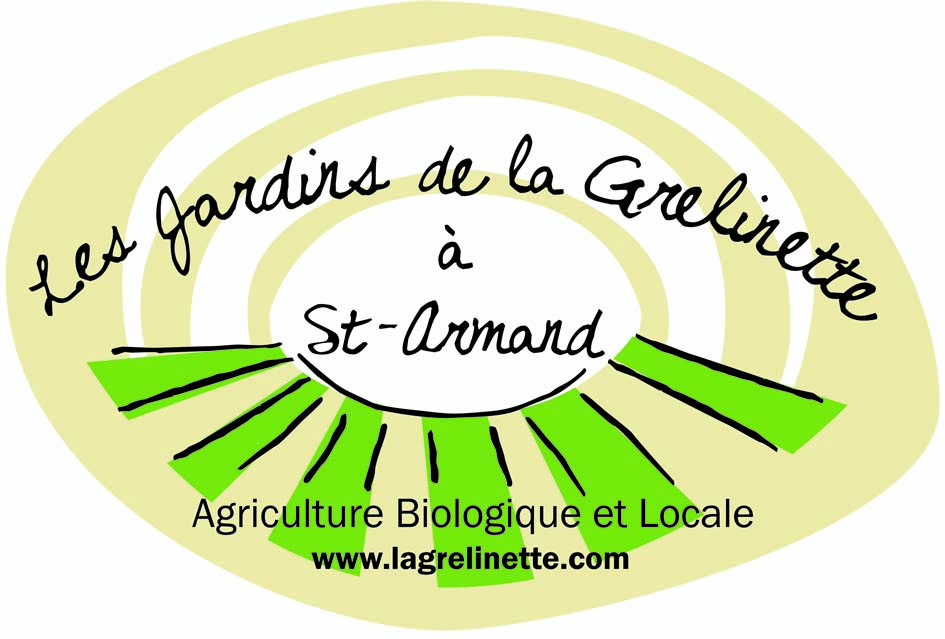
Les Jardins de la Grelinette.

C’est lors d’un voyage de deux ans au Nouveau-Mexique, où il travaille avec sa compagne Maude-Hélène Desroches dans des fermes maraîchères biologiques, que la vocation vient aux deux étudiants écologistes. Vocation confortée par un voyage à Cuba, où ils découvrent certaines techniques agro-écologiques de maraîchage, notamment les organopónicos. De retour au pays, le couple démarre un premier projet de jardin-maraîcher sur des terres louées, et, en 2005, achète un ancien clapier localisé sur une terre de quatre hectares à Saint-Armand, dans les Cantons-de-l’Est. Ils la baptisent « Les jardins de la Grelinette », outil de jardinage qui pour Fortier est « emblématique du jardinage biologique manuel, écologique et efficace » et qui symbolise le travail manuel de la terre dans le respect de la vie du sol. 1,5 des 10 acres de la ferme sont cultivés en production biologiquement intensive. La ferme produit une variété de légumes biologiques, ainsi que des herbes et des fruits. La ferme commercialise directement ses produits sur les marchés fermiers de Knowlton et de Saint-Lambert à Montréal, auprès des restaurants et des magasins, et par l'intermédiaire de 140 parts d'agriculture soutenue par la communauté (CSA). Au cours de la quatrième saison de la ferme, alors que les ventes dépassaient pour la première fois 100 000 $, l'entreprise a remporté un prix de concours agricole pour sa performance économique exceptionnelle. La ferme réalise désormais un chiffre d'affaires d'environ 140 000 $ au cours d'une année typique. Jean-Martin Fortier et Hélène Desroches emploient du personnel rémunéré et accueillent des stagiaires. Depuis 2015, Hélène Desroches exploite seule la ferme, atteignant des marges bénéficiaires toujours plus élevées. Ils organisent également des événements et des visites à la ferme pour aider à promouvoir l'agriculture durable.

### Méthodes de production
Jean-Martin Fortier maximise les rendements sur une superficie minimale de terre grâce à un système de culture « biologiquement intensif ». Les tracteurs à quatre roues conventionnels sont abandonnés au profit d'outils manuels et d'équipements efficaces à petite échelle tels que les motoculteurs. Les outils rangés dans la remise de Jean-Martin Fortier sont quasiment tous de « basse technologie », essentiellement manuels et peu coûteux. Ils permettent de travailler la terre en respectant la biodiversité, d’augmenter la productivité de la surface cultivée et d’améliorer l’ergonomie au travail. Grâce à l'utilisation de ces outils manuels pour la culture, les rangées de plantations n'ont pas besoin d'être espacées en fonction des dimensions d'un tracteur et des outils agricoles, ce qui permet un espacement intensif. De multiples successions de plantations au cours d'une année contribuent à un rapport rendement/superficie élevé. Minimiser la surface de culture nécessaire augmente l'efficacité de l'exploitation agricole en termes de main-d'œuvre (par exemple, le temps nécessaire pour cultiver) et de matériaux (par exemple, conduites d'irrigation, couverture de rangs). L'efficacité est également obtenue grâce à la standardisation de la taille des espaces de culture - la ferme se compose de 10 parcelles contenant 16 plates-bandes, chaque plate-bande mesure 30 pouces de largeur et 100 pieds de longueur. Cette standardisation facilite la rotation des cultures, la planification de la production, le calcul des amendements du sol et l'utilisation de matériaux tels que les lignes d'irrigation et les couvertures de rangs.

### Développement
À partir des principes de la permaculture, le couple conçoit alors la ferme en tenant compte de techniques culturales telle que la rotation des cultures et la standardisation des espaces de production. Inspiré par les travaux de l’américain Eliot Coleman, Jean-Martin adopte alors des techniques et des outils qui lui permettent de développer un système cultural sans tracteur. Renoncer au tracteur permet de réduire les investissements, la dépendance aux carburants fossiles et de diminuer les espacements entre les légumes sur les rangs. Ainsi, les adventices ont moins de surface pour se développer et les engrais apportés au sol profitent seulement aux légumes. Le travail, en grande partie manuel, est plus soigné et minutieux. Le nombre de cultures par an sur une même planche est plus grand. Tous ces facteurs expliquent la rentabilité décuplée de ce système qui a fait la preuve de sa viabilité sur moins d’un hectare.
En 2013, le couple nourrit 250 familles de mai à novembre par l’intermédiaire d’un projet d’« agriculture soutenue par la communauté » (ASC), l’équivalent des associations pour le maintien d'une agriculture paysanne (AMAP) en France. Avec un employé à temps plein et un à temps partiel, la ferme dégage un chiffre d’affaires de 150 000 $ à l’hectare. Selon Jean-Martin, « L’agriculture de demain sera forcément biologique, artisanale et résiliente[réf. nécessaire]. »

### Publications
Le premier livre de Jean-Martin Fortier, Le Jardinier-Maraîcher, un manuel d'agriculture biologique sur petite surface, est publié pour la première fois en français le 17 octobre 2012 aux Éditions Écosociété. Le livre est illustré par Marie Bilodeau. En 2013, l'organisation caritative FarmStart lance une campagne de collecte de fonds en ligne pour soutenir la traduction anglaise du livre. Celle-ci, réalisée par Scott Irving est publiée sous le titre The Market Gardener début 2014 par New Society Publishers. Cette traduction comprend une préface de Severine von Tscharner Fleming du réseau américain à but non lucratif The Greenhorns et de la National Young Farmers Coalition.
Le livre, considéré comme une référence en agriculture biologique, vendu à plus de 50 000 exemplaires et traduit dans plusieurs langues, est conçu pour servir de manuel pratique pour l'agriculture à petite échelle. Il fournit des notes culturales sur plus de 25 légumes et détaille les méthodes de production et les pratiques commerciales de Jean-Martin Fortier. Cela comprend des informations sur des sujets tels que la conception de jardins maraîchers, l'équipement à petite échelle, la gestion des sols (en), les semis, la gestion des mauvaises herbes avec les meilleurs outils, la gestion des insectes nuisibles et des maladies, la planification des cultures et la commercialisation. Le livre apprend également, étape par étape, à choisir l’emplacement d’un site en s’inspirant de la permaculture, à minimiser les investissements au démarrage d'une exploitation maraîchère, à utiliser de la machinerie alternative au tracteur, à cultiver en planches permanentes avec une approche de travail minime du sol, à fertiliser organiquement les cultures, à prolonger la saison en « forçant » ses cultures, à élaborer un calendrier cultural et à faire une bonne planification financière.
Destiné à celles et ceux qui veulent pratiquer une agriculture écologique, locale et véritablement nourricière, Le Jardinier-Maraîcher a vocation à participer à une révolution agricole afin de tourner le dos à l’agriculture industrielle, dépendante du pétrole et dommageable pour la santé et l'environnement.
Le maraîcher québécois a ensuite co-écrit avec Marie-Claude Lortie L'avenir et dans le champs, un livre publié le 14 novembre 2019 aux éditions La Presse de Montréal. En 12 fruits et légumes, ils y font le tour des grands enjeux de l'agriculture, comme la culture et l’élevage industriels, l’accessibilité, le gaspillage, l’utilisation des pesticides et des engrais, les OGM, et démontrent qu’il est possible de transformer le modèle agricole en faisant de meilleurs choix. Ce livre comporte des informations pour mettre en place un potager personnel de base et des conseils du jardinier-maraîcher en matière de culture biologique.
Jean-Martin Fortier publie également des articles sur son travail dans Canadian Organic Grower, La Terre de Chez Nous et Growing for Market. Il travaille avec l'organisme à but non lucratif Équiterre, basé à Montréal, pour promouvoir le développement d'une agriculture soutenue par la communauté, et avec le réseau Young Agrarians, basé à Vancouver, pour encourager et éduquer les jeunes débutants dans l'agriculture durable.
Jean-Martin Fortier est enthousiasmé par le développement de technologies appropriées pour l'agriculture à petite échelle et sert de conseiller en outils et équipements pour Johnny's Selected Seeds et Dubois Agrinovation.
Enfin, le 7 avril 2023, Jean-Martin Fortier publie trois guides aux éditions Delachaux et Niestlé. Le premier, Microfermes, est consacré au maraîchage bio à échelle humaine. Le deuxième, Les outils du potager, est un guide des outils pour potagers, illustré par Flore Avram. Le troisième, Les tomates, lui aussi illustré par Flore Avram, révèle le savoir-faire du maraîcher québécois pour cultiver ce fruit charnu.

#### Promotion
Jean-Martin Fortier a fait la promotion de son livre Le Jardinier-Maraîcher à travers des tournées de conférences au Québec, en France et en Belgique.
L'édition en langue anglaise a quant à elle été promue sous la bannière Six Figure Farming Tour, parfois appelé Rock Star Farmer Tour, qui se concentre sur la promotion de l'agriculture comme moyen de gagner sa vie confortablement. La tournée a été réalisée en coopération avec des organisations à but non lucratif et des projets de jeunes agriculteurs et d'agriculture durable, notamment Young Agrarians, FarmStart, National Young Farmers Coalition, Acorn, Friends of Family Farmers, Missouri Young Farmers Coalition et bien d'autres.

#### Accueil
The Market Gardener s'est vendu à plus de 100 000 exemplaires. Le livre a reçu des critiques très positives ; il a été salué comme étant pratique, accessible et complet,. Les critiques ont noté que l'accent mis par le livre sur les aspects commerciaux du maraîchage le distingue des publications similaires.
Le livre a établi une comparaison favorable avec l'ouvrage influent de l'agriculteur Eliot Coleman publié en 1989, The New Organic Grower. Coleman, qui a lui-même relu The Market Gardener, a déclaré : « Le livre de Jean-Martin est très bien fait et devrait être d'une grande utilité pour les producteurs du monde entier. L'échange d'idées et d'informations est très important parce que lorsque nous transmettons des idées, la personne suivante les reçoit et peut commencer là où nous sommes arrivés, et ensuite elle peut amener les idées à un autre niveau. »
En juillet 2016, les Éditions Écosociété annoncent sur leur page Facebook que les droits du livre ont également été achetés pour être traduit en allemand par l'éditeur Löwenzahn Verlag, en néerlandais par Uitgeverij Jan van Arkel et en polonais par Fundacja Źródła Życia.

### Ferme des Quatre-Temps
À l'automne 2015, Jean-Martin Fortier est approché par André Desmarais, le fils de Paul Desmarais, président et co-directeur général de Power Corporation, pour concevoir et exploiter une ferme modèle de 167 acres, baptisée la Ferme des Quatre-Temps, à Hemmingford, dans le sud du Québec. Contrairement à la ferme de la Grelinette, la Ferme des Quatre-Temps est une ferme holistique qui comprend, en plus du maraîchage, plusieurs élevages. 
La mission de la ferme est de démontrer comment des fermes diversifiées à petite échelle, utilisant des pratiques agricoles régénératrices et économiquement efficaces, peuvent produire des aliments de meilleure qualité nutritionnelle et des fermes plus rentables que l'agriculture conventionnelle. La ferme comprend quatre acres de production maraîchère, soixante acres de pâturages en rotation comprenant des bovins, des porcs et des poulets, dix acres de vergers fruitiers, un laboratoire culinaire pour la transformation et la création de produits originaux, ainsi qu'une grande serre pour produire des légumes tout au long de l'année. Les principes de la permaculture ont été appliqués pour assurer l’équilibre des écosystèmes : des fleurs ont été plantées, des étangs ont été creusés pour accueillir les grenouilles et des nichoirs ont été construits pour contrôler naturellement la prolifération des nuisibles. Dix ruches ont également été installées sur la propriété pour favoriser la pollinisation et des poulaillers mobiles permettent aux poules de se déplacer d'un pâturage à l'autre pour se nourrir des vers contenus dans le fumier des vaches.
Pour Jean-Martin Fortier, ce projet est la "suite logique" de la mission entamée avec Le Jardinier maraicher puisque "tous les employés embauchés sont en quelque sorte des stagiaires en formation qui, par la suite, démarreront leur propre projet agricole inspiré de ce modèle".
La série télévisée documentaire Les Fermiers, produite en 2018, met en lumière le travail effectué par Jean-Martin et son équipe quotidiennement à la Ferme des Quatre-Temps, au fil des saisons.

### Institut Jardinier-Maraîcher
En 2018, Jean-Martin Fortier fonde, avec Suleyka Montpetit, l'Institut-Jardinier-Maraîcher (IJM) dans le but de partager avec le plus grand nombre de maraîchères et de maraîchers les techniques et les méthodes qu'il a développé aux Jardins de la Grelinette et affinées ensuite à la Ferme des Quatre Temps,,.
En 2024, des agricultrices et agriculteurs situés dans 90 pays suivent en ligne les différentes formations de l'IJM. L'Institut collabore avec d'autres institutions telles que l'Institut Rodale (en) aux États-Unis, l'INRA en France, la FAO et l'INAB au Québec (Institut national d'agriculture biologique du Cégep de Victoriaville),,. L'idée centrale de l'Institut jardinier-maraîcher est que la connaissance doit être pragmatique, appliquée, et développée pour et par les maraîchers afin de mieux les servir. Les formateurs de l'IJM développent des outils pédagogiques pour aider les petites fermes à se développer de manière continue. Celles-ci, bien qu'elles soient de petite taille, nourrissent leur communauté avec des aliments sains et contribuent positivement au développement de leur économie locale. Désormais, ce sont plus de 4000 fermes, partout dans le monde, qui suivent les formations de l'IJM et constituent ainsi l'un des réseaux de microfermes les plus importants. L'Institut jardinier-maraîcher est entièrement autofinancé et emploie plus de 12 personnes qui ont à cœur la mission de changer le monde, une ferme à la fois,,.
En cette même année 2018, Jean-Martin Fortier, Jean-François Rial et Tom Rial s'associent pour créer une ferme écologique en plein cœur du Parc naturel régional du Perche. En 2020, après une première saison de culture sur près d’un hectare de surface cultivée, avec quatre employés à temps plein, le chiffre d'affaires s'élève à 100 000 €,,.

## Espace Old Mill, le restaurant champêtre
En mars 2023, Jean-Martin Fortier ouvre un restaurant champêtre à Stanbridge East, à cinq minutes de la ferme familiale, « Les jardins de la grelinette », située sur le chemin Guthrie à Saint-Armand. 
Le complexe, appelé « Espace Old Mill », comprend le restaurant destiné à offrir des menus conçus à partir de légumes frais, cultivés en toutes saisons sur un domaine d’un hectare environ. Les autres ingrédients viennent quasi exclusivement de la région de Brome-Missisquoi. L’Espace Old Mill abrite également les bureaux de l’Institut jardinier-maraîcher qui dispense des cours en ligne dans 80 pays. Cette école cofondée par Jean-Martin Fortier forme des agriculteurs désireux de cultiver des aliments pour leurs communautés. Le site comprend par ailleurs une table fermière, un espace bureau, une boutique pour les équipements Growers & Co, une autre entreprise spécialisée en agriculture biologique fondée par Fortier, ainsi que de l'hébergement avec une auberge pour les visiteurs. Le bâtiment principal, abritant le restaurant, date de 1849.
L’objectif de l'Espace Old Mill est de marier les arts de la terre à ceux de la table. Jean-Martin Fortier et son équipe ont défriché un acre de terre, puis aménagé une serre de culture. Ils ont aussi restauré eux-mêmes la totalité du bâtiment pour le transformer en restaurant gastronomique dans l'optique de créer un laboratoire de culture locale afin de subvenir entièrement au besoin de l'établissement tout au long de l’année. 
La série, La table du fermier, sur Unis Tv et TV5Unis documente son expérience à créer ce restaurant avec tout les hauts et les bas que Jean-Martin et son équipe ont vécus.

## Reconnaissance du caractère innovant des travaux

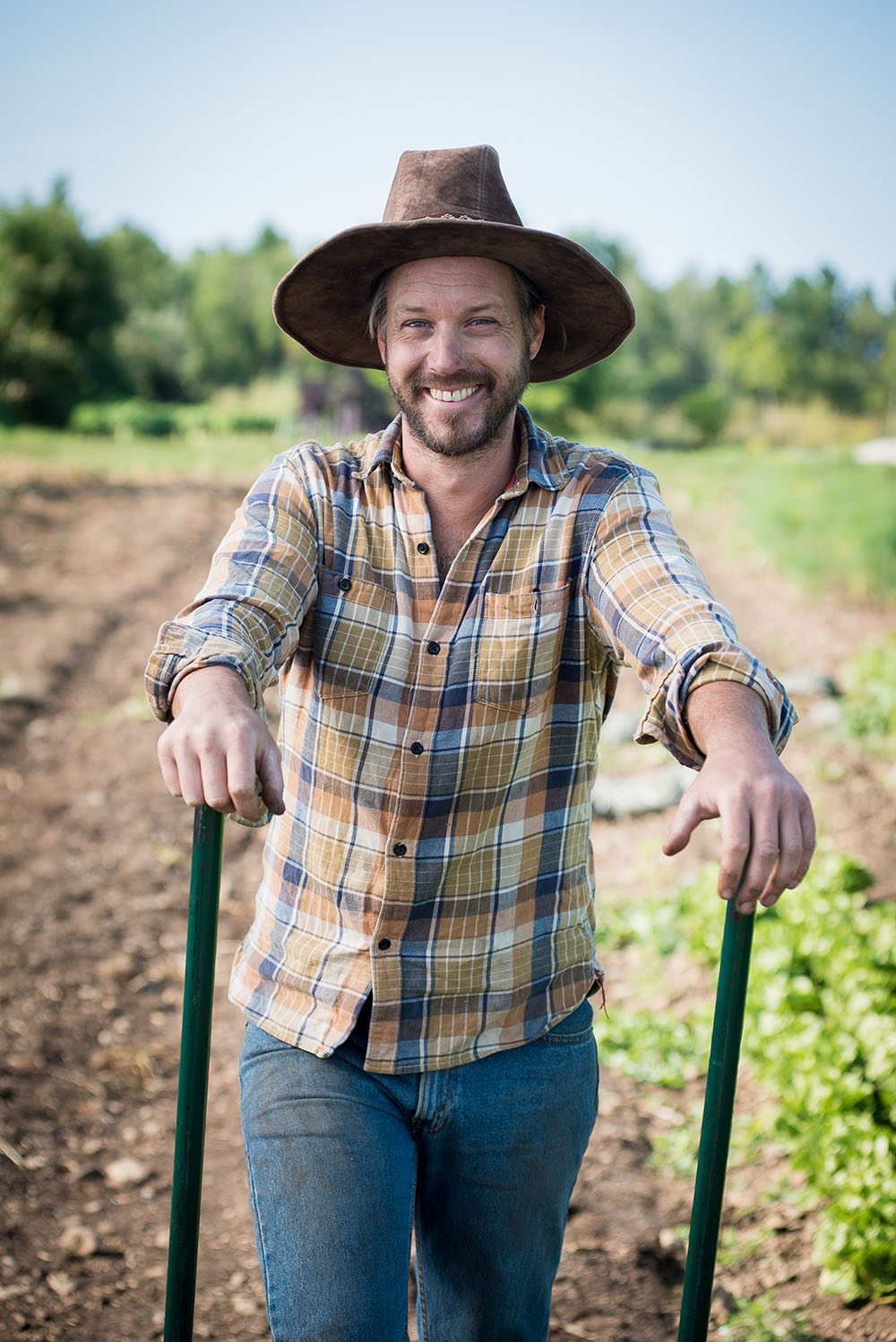
Jean-Martin Fortier, 2017

En 2008, Jean-Martin dépose un mémoire à la Commission sur l'avenir de l'agriculture et de l'agroalimentaire québécois (CAAAQ) afin de faire connaître ses expériences aux Jardins de la Grelinette.
Cette même année, la ferme reçoit le prix de la Financière Agricole du Québec, destiné à distinguer les agriculteurs innovant pour la relève agricole, du fait de ses résultats économiques remarquables.
En 2012, Jean-Martin Fortier publie un ouvrage, préfacé par Laure Waridel, cofondatrice et ancienne présidente et porte-parole de l'organisation écologiste québécoise Équiterre. L'ouvrage est salué par la critique :
- Le Jardinier-maraîcher, Ecosociété, 2012Le livre devient en quelques mois un best-seller chez les libraires québécois et en France où 12 000 exemplaires sont vendus à la Fnac[6]. Il fait partie des cinq livres de la sélection « Jardin pratique » pour le prix « Versailles - Lire au jardin », qui récompense les meilleurs livres de jardinage de l'année[38],[39].

En 2013, et après une campagne de financement participative, le Jardinier-maraîcher est traduit en anglais par Scott Irving et publié sous le nom The Market Gardener (The Market Gardener, éd. New Society Publishers, Vancouver, 2013).
En 2016 paraît un film pédagogique intitulé Le Kit du Jardinier-Maraîcher dans lequel Fortier décrit les techniques et outils utilisés sur sa ferme. (Le Kit du Jardinier-Maraîcher, Possible Média, 81 minutes, 2017) Le film est également produit en version anglaise, The Market Gardener's Toolkit, avec narration complète de Fortier dans cette langue. (The Market Gardener's Toolkit, Possible Média, 78 minutes, 2017)
En 2016, il participe à l'émission de télévision Garde-manger. Il y démontre les techniques et les outils qu'il a développés pour faire de l'agriculture biointensive un succès. 
En 2021, il anime et participe à l'émission de télévision C'est plus qu'un jardin, où il enseigne des principes d'agriculture biologique, de permaculture et de développement durable à deux familles en quête d'autonomie alimentaire.
Le 16 décembre 2021 un reportage lui est consacré dans l'émission Envoyé spécial sur France 2.
Au cours de l'année 2024, Jean-Martin Fortier participe à plusieurs événements en France et au Canada, tels que le Salon international de l'agriculture de Paris,
Le maraîchage en hiver à Paris, la Fête des semences et de l'agriculture urbaine à Québec et le Salon du Bien-Être à Châteauguay.